# Bumahen
Būmahen (farsi بومهن), o Boumehen, è una città dello shahrestān di Pardis, circoscrizione di Bumehen, nella provincia di Teheran in Iran. Aveva, nel 2006, una popolazione di 43.004 abitanti. Si trova a est di Teheran.